# Sedum australe
Sedum australe es una especie de la familia de las crasuláceas, comúnmente llamadas, siemprevivas, conchitas o flor de piedra (Crassulaceae), dentro del orden Saxifragales en lo que comúnmente llamamos plantas dicotiledóneas, aunque hoy en día se agrupan dentro de Magnoliopsida. El nombre del género significa “sedentario” o “estar sentado”, esto probablemente por sus hábitos de crecimiento; la especie hace referencia a distribución sureña de la especie.

## Clasificación y descripción
Planta de la familia Crassulaceae. Planta perenne, decumbente, ramas leñosa ásperas con finos tubérculos; hojas numerosas imbricadas, lineares, cilíndricas, obtusas, de 6-7 mm de largo, glabras. Inflorescencia en cima compacta corta, sépalos como las hojas, de la mitad de tamaño de los pétalos, pétalos mucronados, de 7 mm de largo, amarillo rojizos. Cromosomas n= ca. 100.

## Distribución
Guatemala: Santa María. México: Oaxaca: Una colecta puede pertenecer aquí, unos 100 km al sur de la ciudad de Oaxaca.
Localidad tipo: Guatemala: Volcán Santa María.

## Hábitat
Con base a ejemplares de herbario se reporta en bosque subcaducifolio y de Abies.

## Estado de conservación
No se encuentra catalogada bajo algún estatus o categoría de conservación, ya sea nacional o internacional.